# Sulforidazine
Sulforidazine (Imagotan, Psychoson, Inofal) một thuốc chống loạn thần điển hình và một chất chuyển hóa của thioridazine; nó và mesoridazine mạnh hơn hợp chất gốc, có tác dụng dược lý được một số người tin rằng phần lớn là do sự chuyển hóa của nó thành sulforidazine và mesoridazine.